# Acaena agnipila
Acaena agnipila är en rosväxtart som beskrevs av Michel Gandoger. Acaena agnipila ingår i släktet taggpimpineller, och familjen rosväxter.

## Underarter
Arten delas in i följande underarter:
- A. a. aequispina
- A. a. protenta
- A. a. tenuispica